# Praulio di Gerusalemme
Praulio, noto anche come Prailo (IV secolo – 422) è stato il vescovo di Gerusalemme tra il 417 e il 422.
Fu eletto nel 417, pochi giorni dopo la morte del predecessore. Il suo episcopato fu registrato come molto breve da Idaico. All'inizio fu favorevole alle dottrine di Pelagio e Celestio, tanto da scrivere in loro favore a papa Zosimo. In seguito ritrattò le sue posizioni e cacciò Pelagio dalla Palestina. Avrebbe consacrato Domno, che aveva due mogli, come arcivescovo di Cesarea.
Morì nel 422 (425 secondo il Pagi).
Teodoreto parlò di lui nella sua opera storiografica. Scrisse che l'indole e lo spirito di Praulio rendevano giustizia al suo nome, che deriva dalla parola greca per «timido» o «senza forza».
È venerato come santo dalla Chiesa ortodossa e commemorato il 27 agosto.